# Phono-Cinéma-Théâtre

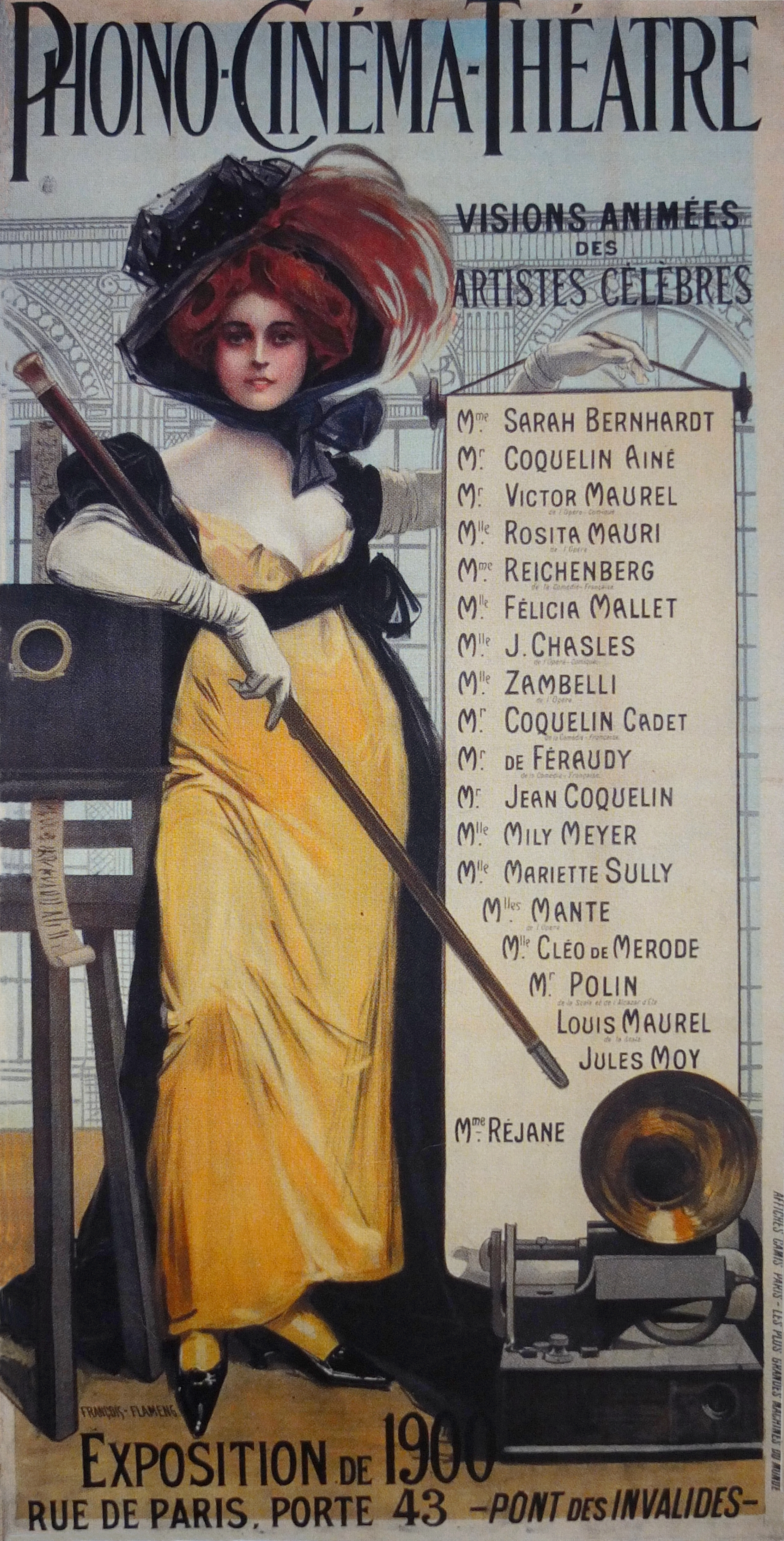
Phono-Cinéma-Théâtre

El Phono-Cinéma-Théàtre es un sistema de proyección cinematográfica desarrollada a finales del siglo XIX por Henri Lioret y Clément-Maurice Gratioulet. Consistía en la sincronización de las voces de los actores, grabadas previamente a partir de un fonógrafo, con las imágenes proyectadas. Por lo tanto, es la combinación del fonógrafo y del cinematógrafo. Al proyectarse las imágenes, muchas de ellas pintadas a mano, el proyeccionista sincronizaba las voces en directo. Esta actividad se llevaba a cabo a un pabellón especial.
Mostraba los artistas más reconocidos de la época, procedentes de la Comédie Française, así como teatros de vodevil, salas de música y circo, que representaban las actuaciones más reconocidas de la época. Se podía ver obras como Footit y Chocolat del Moulin Rouge. Otro ejemplo es la representación por parte de Jean Coquelin, reconocido actor de la época, del primero gran éxito de Molière, Las Précieuses ridicules (1659)
Es considerado como uno de los antecedentes del cine sonoro.

## Funcionamiento
El rodaje era realizado por parte de Clément Maurice, a partir de una cámara de 35 mm con perforación central o dos perforaciones laterales. Las presas de audio eran grabadas posteriormente por parte de Gaumont. El fonógrafo utilizado era el inventado por Henri Lioret, formado por cuatro cilindros, y con una capacidad de funcionamiento de cuatro minutos. Más adelante, este fonógrafo fue reemplazado por el fonógrafo de Pathé.

## Historia

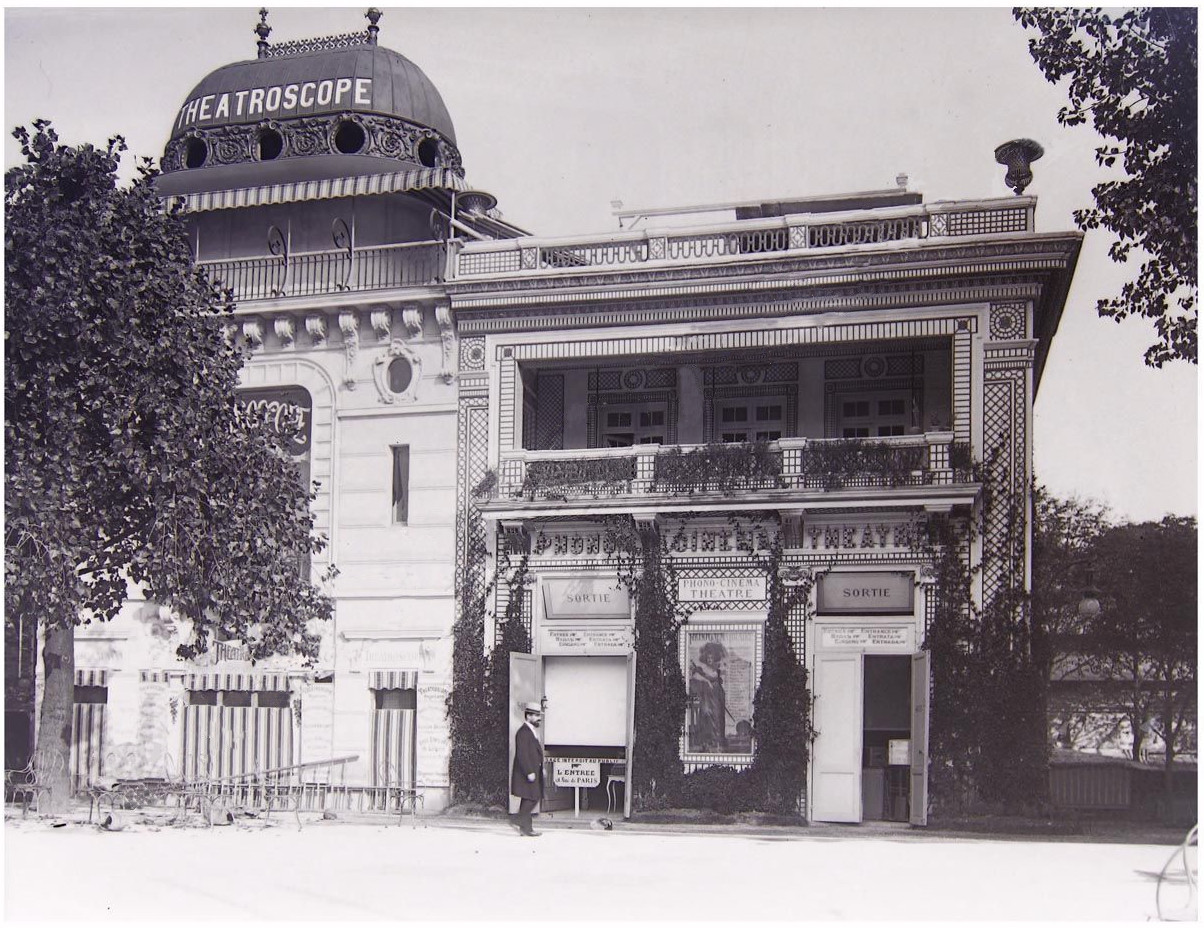
Phono-Cinéma-Théâtre

El 27 de diciembre de 1899, el ingeniero Paul Decauville consiguió que se le concediera un espacio a la Exposición Universal de París de 1900, situada a la rue de París, cerca del puente de los Inválidos. La sociedad Phono-Cinéma-Théâtre surgió el 2 de marzo del año 1900. La actriz Marguerite Vrignault, fundadora del proyecto, fue nombrada directora artística. La sala de proyecciones del Phono-Cinéma-Théâtre fue construida por el arquitecto René Dulong a partir de los diseños de "Pavillon frais", de los jardines de Versailles, construit en 1751.
El estreno Phono-Cinéma-Theater tuvo lugar el 28 de abril de 1900 a la Exposición de París. Los operadores de máquina fueron Georges y Léopold Maurice, los hijos de Clément-Maurice; la sincronización fue realizada manualmente por los proyeccionistas, que constantemente tenían que ajustar la velocidad de proyección para mantener la sincronización entre la imagen y el sonido. A pesar del gran renombre de los actores que participaban, la proyección no tuvo gran éxito, y la compañía no recibió una gran financiación, hecho que desencadenó la disolución de esta el 26 de noviembre de 1901. Aun así, no impidió que esta actuación continuara en todo Europa.
Las películas del Phono-Cinéma-Théâtre fueron redescubiertas de nuevo por casualidad el 1961. 24 negativos y una copia positiva, correspondiendo a 18 títulos diferentes, se encontraron a la Cinémathèque Française el 1961. El 2010, la Cinémathèque Française decidió restaurar esta colección. Con esta voluntad, la Cinémathèque Française acudió al experto Henri Chamoux, quién creó el archéophone, un dispositivo capaz de leer y grabar cilindros dañados. Gracias a la digitalización, se consiguió sincronizar de nuevo algunas películas. Algunos de los negativos todavía se encuentran en una condición notable.

## Películas más destacadas
- Cid, Le (La Habanera)
- Enfant prodigue
- Hamlet, scène du duel
- Little Tich